# Alchemilla brachyclada
Alchemilla brachyclada é uma espécie de rosácea do gênero Alchemilla, pertencente à família Rosaceae.